# Liste der Biografien/Klef
Liste der Biografien |
Portal Biografien |
Personensuche
# |
A |
B |
C |
D |
E |
F |
G |
H |
I |
J |
K |
L |
M |
N |
O |
P |
Q |
R |
S |
T |
U |
V |
W |
X |
Y |
Z |
?
 
Ka |
Kb |
Kc |
Kd |
Ke |
Kf |
Kg |
Kh |
Ki |
Kj |
Kl |
Km |
Kn |
Ko |
Kp |
Kr |
Ks |
Kt |
Ku |
Kv |
Kw |
Ky |
Kx |
Kz
 
Kla |
Kld |
Kle |
Kli |
Klj |
Klo |
Klu |
Kly
 
Klea |
Kleb |
Klec |
Kled |
Klee |
Klef |
Kleg |
Kleh |
Klei |
Klej |
Klek |
Klem |
Klen |
Kleo |
Klep |
Kler |
Kles |
Klet |
Kleu |
Klev |
Klew |
Kley |
Klez
Die Liste der Biografien führt alle Personen auf, die in der deutschsprachigen Wikipedia einen Artikel haben. Dieses ist eine Teilliste mit 29 Einträgen von Personen, deren Namen mit den Buchstaben „Klef“ beginnt.

## Klef

### Klefb
- Klefbom, Oscar (* 1993), schwedischer Eishockeyspieler

### Klefe
- Klefeker, Bernhard (1760–1825), evangelisch-lutherischer Theologe, Hamburger Hauptpastor
- Klefeker, Johann (1698–1775), deutscher Syndikus
- Klefeker, Siegfried (1870–1946), deutscher Offizier und Bibliothekar
- Klefelt, Fanny (* 1994), schwedische Schauspielerin
- Klefenz, Marcel (* 1986), deutscher Fußballspieler
- Klefer, Melitta (1893–1987), deutsche Schauspielerin, Tänzerin und Sängerin bei Bühne und Film

### Kleff
- Kleff, Bernhard (1876–1948), deutscher Schulrektor, Leiter des Heimatmuseums und Stadtarchivar in Bochum
- Kleff, Gustav (1900–1967), deutscher Gynäkologe und Geburtshelfer
- Kleff, Hubert (* 1948), deutscher Politiker (CDU), MdL
- Kleff, Michael (* 1952), deutscher Journalist und Autor
- Kleff, Sanem (* 1955), türkischstämmige deutsche Pädagogin
- Kleff, Wilhelm (1905–1986), deutscher römisch-katholischer Geistlicher
- Kleff, Wolfgang (* 1946), deutscher FußballtorhüterWolfgang Kleff (* 1946)

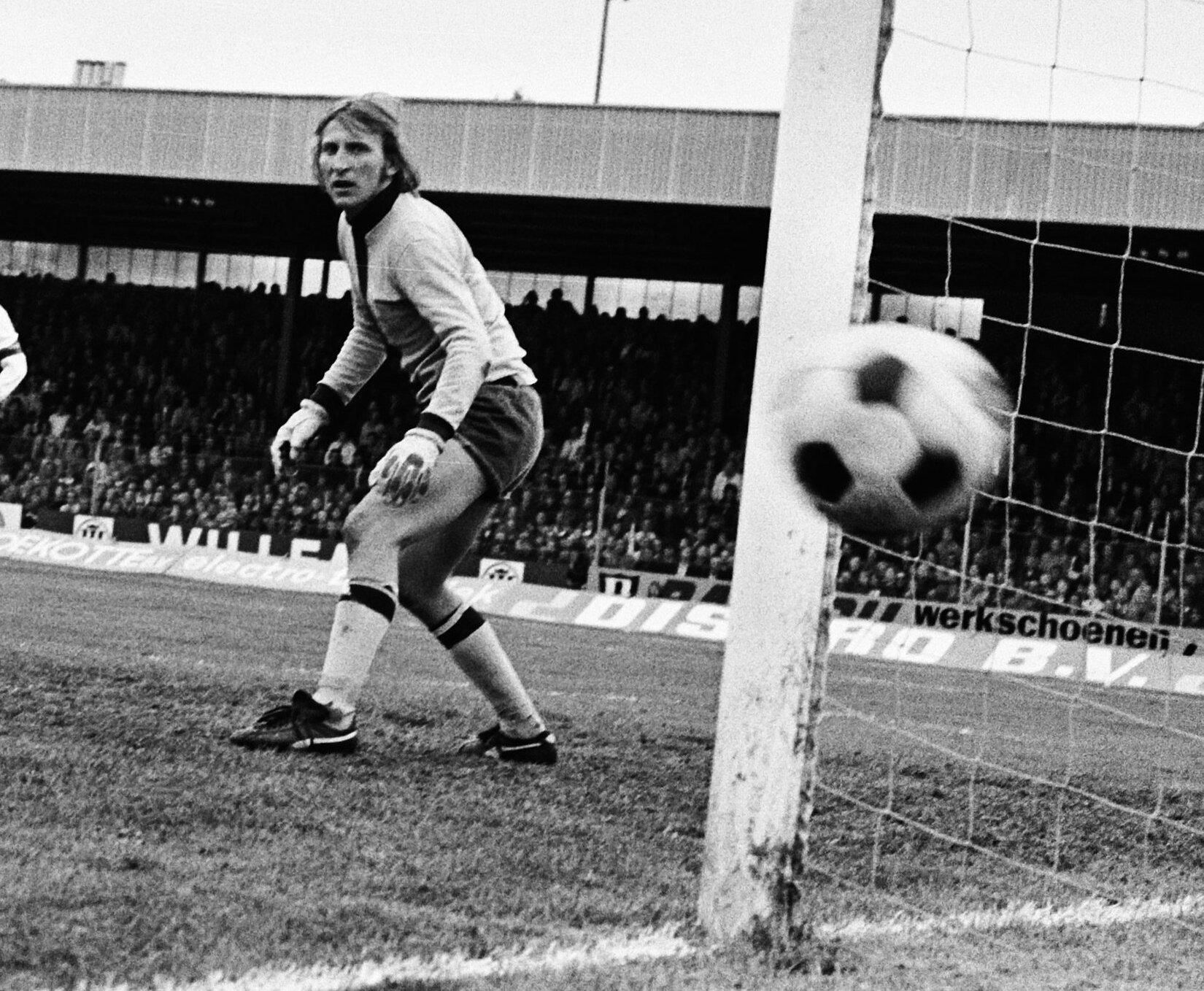
Wolfgang Kleff (* 1946)

- Kleffel, Arno (1840–1913), deutscher Komponist und Dirigent
- Kleffel, Harry (* 1929), deutscher Offizier, zuletzt Generalmajor
- Kleffel, Heinrich (1811–1896), deutscher Richter und Verwaltungsjurist; Oberbürgermeister und Ehrenbürger von Tilsit
- Kleffel, Ludwig Gustav (1807–1885), deutscher Kaufmann und Politiker
- Kleffel, Paul-Georg (1920–2020), deutscher Generalleutnant der Bundeswehr
- Kleffel, Philipp (1887–1964), deutscher Offizier, zuletzt General der Kavallerie im Zweiten Weltkrieg
- Kleffel, Richard (1850–1919), deutscher Sanitätsoffizier
- Kleffel, Rudolf (1815–1895), deutscher Verwaltungsbeamter und Versicherungsmanager
- Kleffens, Eelco van (1894–1983), niederländischer Politiker (parteilos), Außenminister
- Kleffmann, Albert (1882–1965), deutscher Philosoph, Ingenieur, Redakteur, Heimatkundler und Mundartdichter
- Kleffmann, Tom (* 1960), deutscher evangelischer Hochschullehrer und Theologe
- Kleffner, Heike (* 1966), deutsche Journalistin und Autorin
- Kleffner, Josef (1890–1966), deutscher Politiker (CDU), MdL

### Klefi
- Klefinghaus, Sibylle (* 1949), deutsche Schriftstellerin
- Klefisch, Kai (* 1999), deutscher Fußballspieler